# Ratu Udre Udre

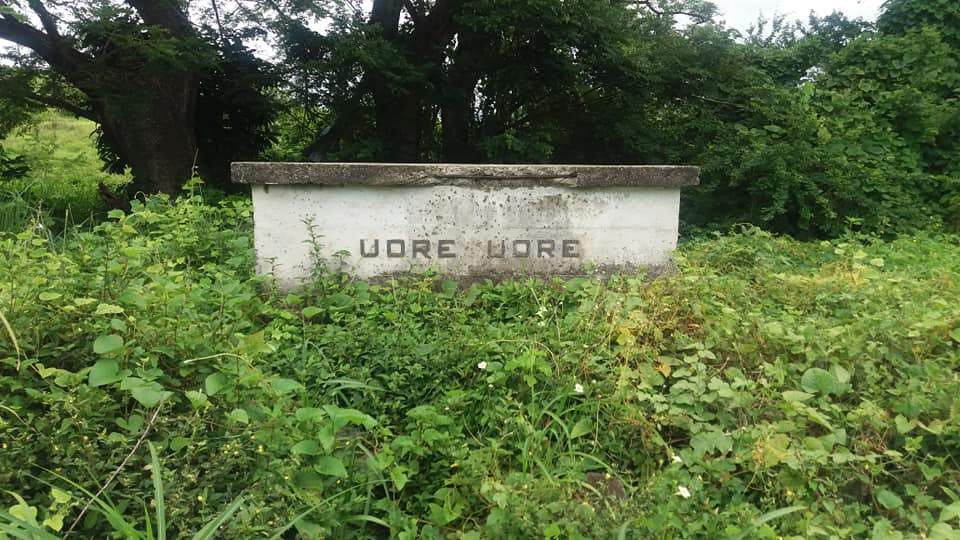
Mộ Udre Udre ở Rakiraki

Udre Udre (phát âm [uɳɖe 'uɳɖe], /ʊndreɪ ˈʊndreɪ/) là một đầu bếp người Fiji. Ông giữ kỷ lục Guinness ăn thịt người nhiều nhất. Trong thế kỷ 19, Udre Udre được cho là đã ăn thịt từ 872 - 999 người.